# カヴン・ドルマス
カヴン・ドルマス（トルコ語: kavun dolması）は、オスマン帝国の料理の1つ。
料理名は「メロンのドルマ」の意であり、肉やタマネギ、米、レーズン、ナッツを混ぜたドルマを、真ん中で二つに切って中をくりぬいたメロンの器に盛りつけた料理である。盛り付けた後にオーブンで焼き、くりぬいたメロンの果肉を飾って、メロンの果肉から作ったソースをかける。
現代のトルコでは、食卓で目にするような料理ではないが、1539年11月下旬に行われたスレイマン大帝の息子であるジハンギルとバヤズィトの割礼式で振舞われたとされる。
門外不出の宮廷料理であったが、1990年代になって文献（当時の食材の仕入れ台帳や来賓者の記録など）を発掘した専門家によって、レシピが再現された。